# Dark Waters (альбом)
Dark Waters — седьмой студийный альбом нидерландской симфо-метал-группы Delain. Он был выпущен 10 февраля 2023 года на лейбле Napalm Records.
Это первый студийный альбом с участием Дианы Ли на вокале и Людовико Чиоффи на бас-гитаре. Альбом также знаменует возвращение оригинального гитариста Рональда Ланда и барабанщика Сандера Зоера.

## Предыстория
15 февраля 2021 года было объявлено, что состав Delain был распущен, и что группа продолжит свою карьеру с новым составом, который, по словам лидера коллектива Мартейна Вестерхольта, будет «поддерживать Delain в живых», состоя из новых и предыдущих участников.
Новый состав группы был полностью объявлен при выпуске первого сингла «The Quest and the Curse» 9 августа 2022 года, а также при объявлении их новой вокалистки, Дианы Ли. Второй сингл, «Beneath», был выпущен 29 ноября 2022 года. Одновременно, в тот же день выхода сингла, группа анонсировала название своего грядущего седьмого студийного альбома, Dark Waters, и обозначила дату выхода на 10 февраля 2023 года. Третий сингл, «Moth to a Flame», был выпущен 10 января 2023 года.

## Список композиций
| №                   | Название                  | Длительность |
| ------------------- | ------------------------- | ------------ |
| 1.                  | «Hideaway Paradise»       | 5:18         |
| 2.                  | «The Quest and the Curse» | 4:56         |
| 3.                  | «Beneath»                 | 4:59         |
| 4.                  | «Mirror of Night»         | 4:37         |
| 5.                  | «Tainted Hearts»          | 4:41         |
| 6.                  | «The Cold»                | 4:37         |
| 7.                  | «Moth to a Flame»         | 4:07         |
| 8.                  | «Queen of Shadow»         | 4:02         |
| 9.                  | «Invictus»                | 5:30         |
| 10.                 | «Underland»               | 5:13         |
| Общая длительность: | Общая длительность:       | 48:00        |

| №                   | Название                                        | Длительность |
| ------------------- | ----------------------------------------------- | ------------ |
| 11.                 | «The Quest and the Curse» (фортепианная версия) | 3:26         |
| Общая длительность: | Общая длительность:                             | 51:26        |

Примечания
- В изданиях digisleeve и limited box есть второй диск, содержащий инструментальные версии первого диска.
- Ограниченное коробочное издание включает третий диск, содержащий оркестровые версии «Tainted Hearts», «The Cold», «Invictus» и «Underland».

## Участники записи
Вся информация из буклета альбома.
Delain
- Мартейн Вестерхольт — клавишные, бэк-вокал, автор песен
- Сандер Зоер — ударные
- Рональд Ланда — гитары, бэк-вокал, экстрим-вокал
- Людовико Чиоффи — бас-гитара, бэк-вокал, экстрим-вокал
- Диана Ли — ведущий вокал

Приглашенные музыканты
- Роб ван дер Лоо — бас-гитара
- Марко Хиетала — приглашенный вокал на «Invictus»
- Паоло Рибальдини — приглашенный вокал (треки 3, 8, 9)
- Рууд Джоли — гитара в «Mirror of Night»
- Микко П. Мустонен — оркестровки

Производственный персонал
- Джейкоб Хансен — сведение
- Сванте Форсбек — мастеринг
- Робин ла Джой — тексты песен
- Гус Эйкенс — автор песен

## Чарты
| Чарты (2023)                                  | Высшая позиция |
| --------------------------------------------- | -------------- |
| Австрия (Ö3 Austria)                          | 57             |
| Бельгия/Фландрия (Ultratop)                   | 57             |
| Бельгия/Валлония (Ultratop)                   | 177            |
| Великобритания (UK Independent Albums Chart)  | 12             |
| Великобритания (UK Rock & Metal Albums Chart) | 5              |
| Германия (Offizielle Top 100)                 | 9              |
| Нидерланды (Album Top 100)                    | 35             |
| Швейцария (Schweizer Hitparade)               | 10             |
| Шотландия (Scottish Albums Chart)             | 65             |